# Старе Замбжиці
Старе Замбжиці (пол. Stare Zambrzyce) — село в Польщі, у гміні Рутки Замбровського повіту Підляського воєводства.
Населення — 59 осіб (2011).
У 1975-1998 роках село належало до Ломжинського воєводства.

## Демографія
Демографічна структура станом на 31 березня 2011 року:
|          | Загалом | Допрацездатний вік | Працездатний вік | Постпрацездатний вік |
| -------- | ------- | ------------------ | ---------------- | -------------------- |
| Чоловіки | 31      | 8                  | 18               | 5                    |
| Жінки    | 28      | 7                  | 11               | 10                   |
| Разом    | 59      | 15                 | 29               | 15                   |